# Damien Gernay
Damien Gernay (Parijs, 1975) beter bekend als Dustdeluxe is een Frans Belgisch ontwerper..
Hij studeerde design en werkte vervolgens enige tijd in de theaterwereld. In 2005 behaalde hij een extra diploma aan´Le fresnoy in Tourcoing.
In 2007 startte hij met dustdeluxe.